# 논곡중학교 (인천)
논곡중학교(論谷中學校)는 대한민국 인천광역시 남동구 논현동에 있는 공립 중학교이다.

## 학교 연혁
- 2001년 1월 8일 : 논곡중학교 설립 인가(10학급)
- 2001년 3월 1일 : 초대 노승화 교장 취임
- 2001년 3월 5일 : 2001학년도 입학식
- 2023년 2월 8일 : 2022학년도 제20회 졸업식(177명, 총 5,337명)
- 2023년 3월 1일 : 제9대 이은영 교장 취임
- 2024년 3월 4일 : 2024학년도 입학생(125명)

## 참고 자료
- 논곡중학교 - 한국교육학술정보원 학교알리미